# Jesaja ben Mali
Jesaja ben Mali (Manueli) (auch: Isaiah di Trani oder Rid) der Ältere (geb. um 1165/70 in Italien; gest. zwischen 1230 und 1250) war eine aus Trani (Süditalien) stammende um 1200 wirkende halachische Autorität und ein Dezisor.

## Leben
Jesaja ben Mali hielt sich 1185 bis 1190 im Gebiet von Israel auf, ebenso an seinem Lebensende. Überwiegend lebte er in Italien und Konstantinopel. Nach seiner Rückkehr aus Israel studierte er ab 1190 an Jeschiwot im Bereich der SchUM-Städte, namentlich in Speyer. Als sein Lehrer bekannt ist Simḥa bar Šemu’el in Speyer. Hier traf er andere Studenten, die in der Folgezeit ebenfalls bedeutende Gelehrte wurden, unter ihnen Isaak ben Mose. Auch lernte er vermutlich in dieser Zeit Isak ben Mordechai und Isaak ha-Lavan kennen, beide Schüler von Rabbenu Tam.
Durch diese europaweiten Verbindungen flossen aschkenasische, zarfatische, sefardische und italienische Einflüsse in sein Werk ein.
Jesaja ben Mali verfasste einen Tora-Kommentar, den Tosafot ha-Rid, vermutlich in den ersten Jahren des 13. Jahrhunderts, sowie zahlreiche weitere religiöse Literatur.